# لازارو مارتينيز
لازارو مارتينيز هو منافس ألعاب قوى كوبي، ولد في 3 نوفمبر 1997 في غونتانامو في كوبا.

## وصلات خارجية
- لازارو مارتينيز على موقع الاتحاد الدولي لألعاب القوى (الإنجليزية)
- لازارو مارتينيز على موقع اللجنة الأولمبية الدولية (الإنجليزية)
- لازارو مارتينيز على موقع أوليمبيديا (الإنجليزية)